# التزامات إيجابية
الالتزامات الإيجابية في قانون حقوق الإنسان تشير إلى التزام الدولة للمشاركة في نشاط لتأمين المتعة الفعالة لحق جوهري، مقارنة بالالتزام السلبي الكلاسيكي لمجرد الامتناع عن انتهاكات حقوق الإنسان.
وتم تكوين حقوق الإنسان الكلاسيكية، مثل حق الحياة أو حرية التعبير أو يتم فهمهما على أنها قيود مفروضة على الدولة للتعامل بطريقة يمكن أن تنتهك هذه الحقوق. وبالتالي، يمكن أن تنطوي على التزام يفرض على الدولة بعدم القتل، أو أن تنطوي على التزام على الدولة بعدم فرض رقابة على الصحافة. وفي المقابل، فإن الحقوق الحديثة أو الاجتماعية، تنطوي على التزام مفروض على الدولة بأن تصبح نشيطة، مثل تأمين حقوق المواطنين في الحصول على التعليم أو الوظائف من خلال بناء المدارس والحفاظ على قوة الاقتصاد. وغالبًا ما يكون من الأصعب فرض هذه الحقوق الاجتماعية.
وتترجم هذه الالتزامات الإيجابية مفهوم التزامات الدولة لكي تصبح نشيطة إلى مجال حقوق الإنسان الكلاسيكية. وبالتالي، من أجل تأمين حق الفرد في الحصول على حياة أسرية، قد لا تكون الدولة ملزمة ليس فقط بالامتناع عن التدخل فيها، بل كذلك تسهيل عمليات لم شمل الأسرة أو قدرة الوالدين على الوصول إلى أطفالهم بشكل إيجابي.
ومن أهم المجالات البارزة في تطبيق الالتزامات الإيجابية البند الثامن من الاتفاقية الأوروبية لحقوق الإنسان.
وقد تم وضع قضايا هامة أمام الاتفاقية الأوروبية لحقوق الإنسان في ستراسبورج، والتي انتقلت خلال السنوات العشر الأخيرة إلى فرض الالتزامات الإيجابية، خصوصًا في مجال حقوق المتحولين جنسيًا لتحديد ما إذا كانوا يرغبون في إجراء جراحات لتغيير نوعية أجسامهم قدر الإمكان من جنس إلى جنس آخر.
وقد فرضت قضايا مثل قضية فان كوك ضد ألمانيا في عام 2003 الالتزام الإيجابي على دول الاتحاد الأوروبي لتوفير عمليات تغيير الجنس الجراحية، وقد تم تكرار ذلك في حكم إل ضد ليتوانيا في عام 2007 ومرة ثالثة في حكم شلامب ضد سويسرا عام 2009. وبسبب ذلك، قامت الحكومة السويسرية وغيرها الكثير من الحكومات بإزالة الحاجة إلى إثبات حاجة الأشخاص لإجراء جراحة تغيير الجنس في عام 2010.
ومع ذلك، هناك بعض الدول، خصوصًا المملكة المتحدة، ترفض قبول تشريع فرض الالتزامات عليها بعض النظر عن حقيقة أن ذلك يجعلها عرضة للإدانة تحت مظلة انتهاكات البند الثامن.
اطلع على قضية فان كوك ضد ألمانيا عام 2003 في الاتفاقية الأوروبية لحقوق الإنسان.
اطلع على قضية إل ضد ليتوانيا عام 2007 في الاتفاقية الأوروبية لحقوق الإنسان.
اطلع على قضية شلامب ضد سويسرا عام 2009 في الاتفاقية الأوروبية لحقوق الإنسان.